# Умбертіде
Умбертіде (італ. Umbertide) — муніципалітет в Італії, у регіоні Умбрія,  провінція Перуджа.
Умбертіде розташоване на відстані близько 160 км на північ від Рима, 22 км на північ від Перуджі.
Населення — 16 656 осіб (2014).
Щорічний фестиваль відбувається 8 вересня. Покровитель — Madonna della Reggia.

## Демографія
Населення за роками:

Станом на 1 січня 2023 року в муніципалітеті офіційно проживало 2347 іноземців з 63 країн, серед них 558 громадян країн Євросоюзу та 76 громадян України.

## Відомі вихідці
- Ізабель Адріані

## Уродженці
- Франческо Маньянеллі (*1984) — італійський футболіст, півзахисник.

## Сусідні муніципалітети
- Читта-ді-Кастелло
- Кортона
- Губбіо
- Лішіано-Нікконе
- Маджоне
- Монтоне
- Пассіньяно-суль-Тразімено
- Перуджа
- П'єтралунга